# Pedro Alliana
Pedro Lorenzo Alliana Rodríguez (nascido em 19 de fevereiro de 1974) é um político e empresário paraguaio, É o atual vice-presidente do Paraguai desde 2023. Anteriormente foi deputado nacional entre 2013 e 2023 e foi presidente do Partido Colorado de 2015 a 2023.

## Biografia
Nasceu em Pilar em 1974, e se casou com Fabiana Maria Souto, com quem tem quatro filhos. Em 2018, ele foi diagnosticado com leucemia, mas se recuperou após tratamento no Brasil.

## Carreira política
Começou sua carreira política como candidato a prefeito de Pilar em 2006 pelo Partido Colorado, mas perdeu a eleição. Em 2008, foi eleito governador do departamento de Ñeembucú, cargo que ocupou até 2012. Em 2013, foi eleito deputado nacional por Ñeembucú e foi reeleito em 2018. Foi presidente da Câmara dos Deputados de 2019 a 2022 e presidente do Partido Colorado de 2015 a 2023. É aliado dos ex-presidentes Horacio Cartes e Mario Abdo Benítez, que lideram as duas principais facções do Partido Colorado. Em 2023, foi escolhido como candidato a vice-presidente na chapa de Santiago Peña, ex-ministro da Fazenda de Cartes, e venceu a eleição com 52 por cento dos votos.